# N.P. Stensballe
Niels Pedersen Stensballe (3. april 1846 – 22. december 1935) var en dansk politiker, far til Johannes Stensballe og Helge Stensballe.
Stensballe var 1877-1886 forstander for Uldum Højskole og blev siden driftsbestyrer ved Horsens-Tørring Jernbaneselskab 1891-1924. Han var venstremand og vandt i 1910 Silkeborgkredsen fra den socialdemokratiske redaktør Jacob Christensen og sad på tinge frem til 1913.
I første ægteskab var han gift med Laurine Helene Petersen (1852-1880), og fik sønnerne Johannes Stensballe og Helge Stensballe. Andet ægteskab indgik han 7. maj 1897 med Ida Hedevig von der Merwede (f. 22. september 1864).